# Bruno Weigandt
Bruno Weigandt (* um 1885; † um 1975) war ein deutscher Offizier und Kaufmann. 1923 bis 1928 war er kaufmännischer Direktor der Chiffriermaschinen AG (ChiMaAG), also des Unternehmens, das in den 1920er-Jahren die Rotor-Chiffriermaschine Enigma entwickelte.

## Leben

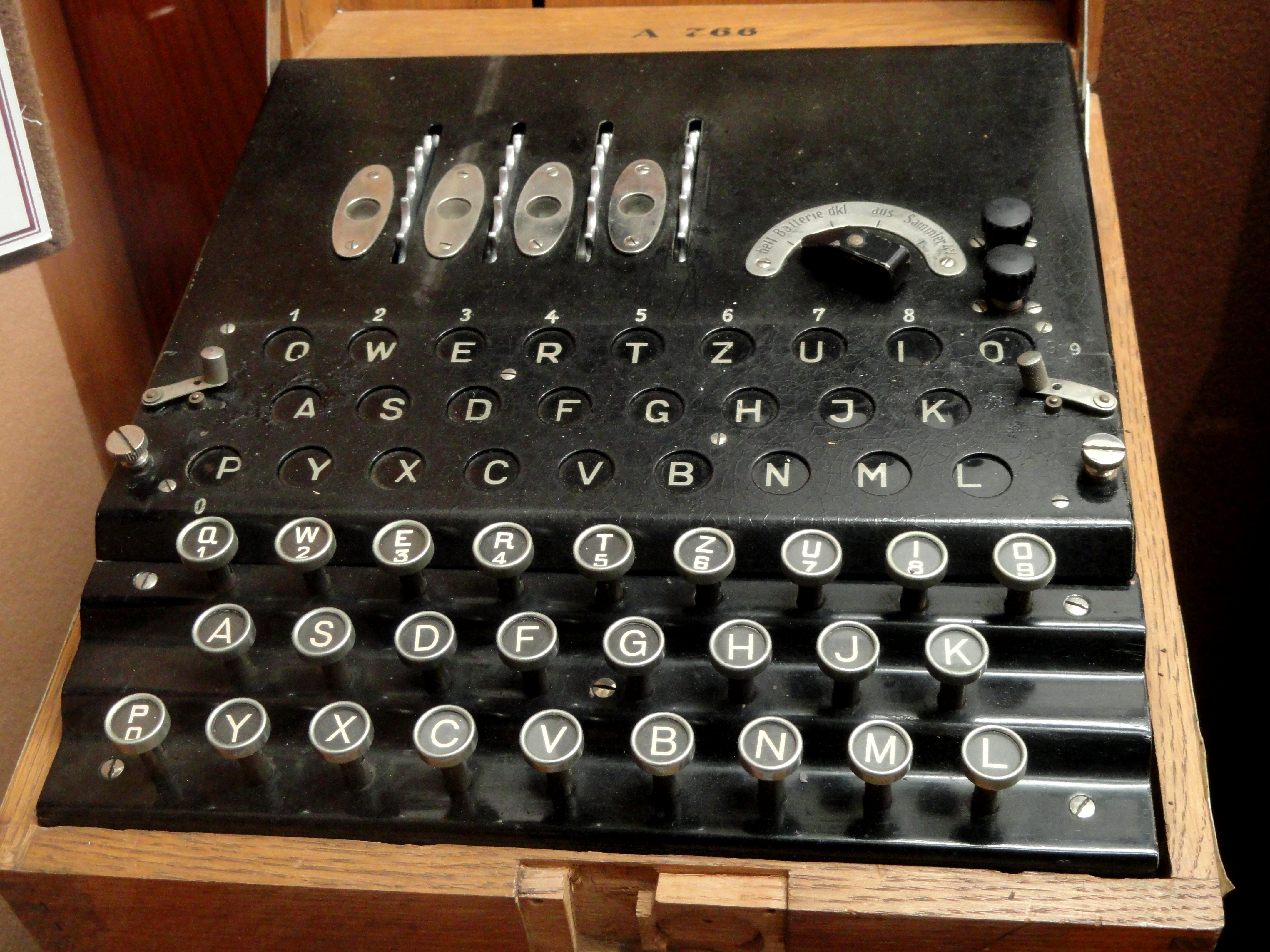
Bei der Enigma D war die Umkehrwalze (links) noch „setzbar“, also von Hand einstellbar.

Bruno Weigandt leistete bei der Preußischen Armee Militärdienst und wurde am 17. September 1906 zum Leutnant befördert. Ab 1909 beim Feldartillerie-Regiment General-Feldmarschall Graf Waldersee (Schlesw.) Nr. 9 in Itzehoe stationiert, wurde er 1913 zum 3. Lothr. Feldartillerie-Regiment Nr. 69 nach Sankt Avold versetzt. Mit diesem Regiment zog er in den Ersten Weltkrieg und wurde dort mit Patent vom 14. April 1916 zum Hauptmann befördert. Nach dem Krieg wurde er 1921 aus dem Militärdienst entlassen und war damit außer Dienst (a. D.). Von 1917 bis 1929 war Weigandt in Berlin wohnhaft gemeldet.
Als am 9. Juli 1923 in Berlin die ChiMaAG gegründet wurde, trat er als Direktor in deren Vorstand ein.
Im Gegensatz zu den Elektroingenieuren in der Firma, wie Arthur Scherbius, dem Erfinder der Enigma, und Ernst Richard Ritter, war der Kaufmann Weigandt eher für die geschäftlichen Aspekte des Unternehmens verantwortlich als für die technischen oder kryptologischen. Am 28. März 1927 vertrat er die ChiMaAG in einer wichtigen Besprechung im Reichswehrministerium (RWM). Seine Gesprächspartner von der Chiffrierstelle (Chi) der Heeresleitung waren dort der Kryptologe Wilhelm Fenner sowie Leutnant Walther Seifert. Thema war die Ausgestaltung der Enigma-Maschine (siehe auch: Enigma-D) in Hinblick auf eine zukünftig ausschließlich militärisch zu nutzende kryptographisch gestärkte Version. Dies mündete in die Enigma I, die dann drei Jahre später offiziell in Dienst gestellt wurde.

### Die Weigandt-Abmachung
Die Gesprächspartner vereinbarten in einer geheimen „Vorläufigen Abmachung“ hierzu Punkte zur Abänderung der Enigma, die hier sinngemäß, aber gekürzt und umformuliert, wiedergegeben sind:
(1) Die Änderungen sind Eigentum der Heeresverwaltung.

(2) Chi schlägt folgende Änderungen vor:

(a) Die Umkehrwalze (UKW) wird fest eingebaut.

(b) Zwischen Tastatur und Eintrittswalze (ETW) wird ein „Schaltbrett“ eingefügt.

(3) Herr Direktor Weigandt erklärt, dass sich die Tiefe der Maschine um höchstens 5 cm ändern wird.

(4) Herr Direktor Weigandt erklärt, dass

(a) die Änderungen exklusiv für Maschinen für das RWM durchgeführt werden und

(b) diese Tatsache geheim gehalten wird und

(c) die Fabrikation im Geheimen erfolgt.

(5) ChiMaAG ihrerseits schlägt vor, die UKW abzuändern, so dass deren Verdrahtung veränderlich wird.

### Folgen der Abmachung

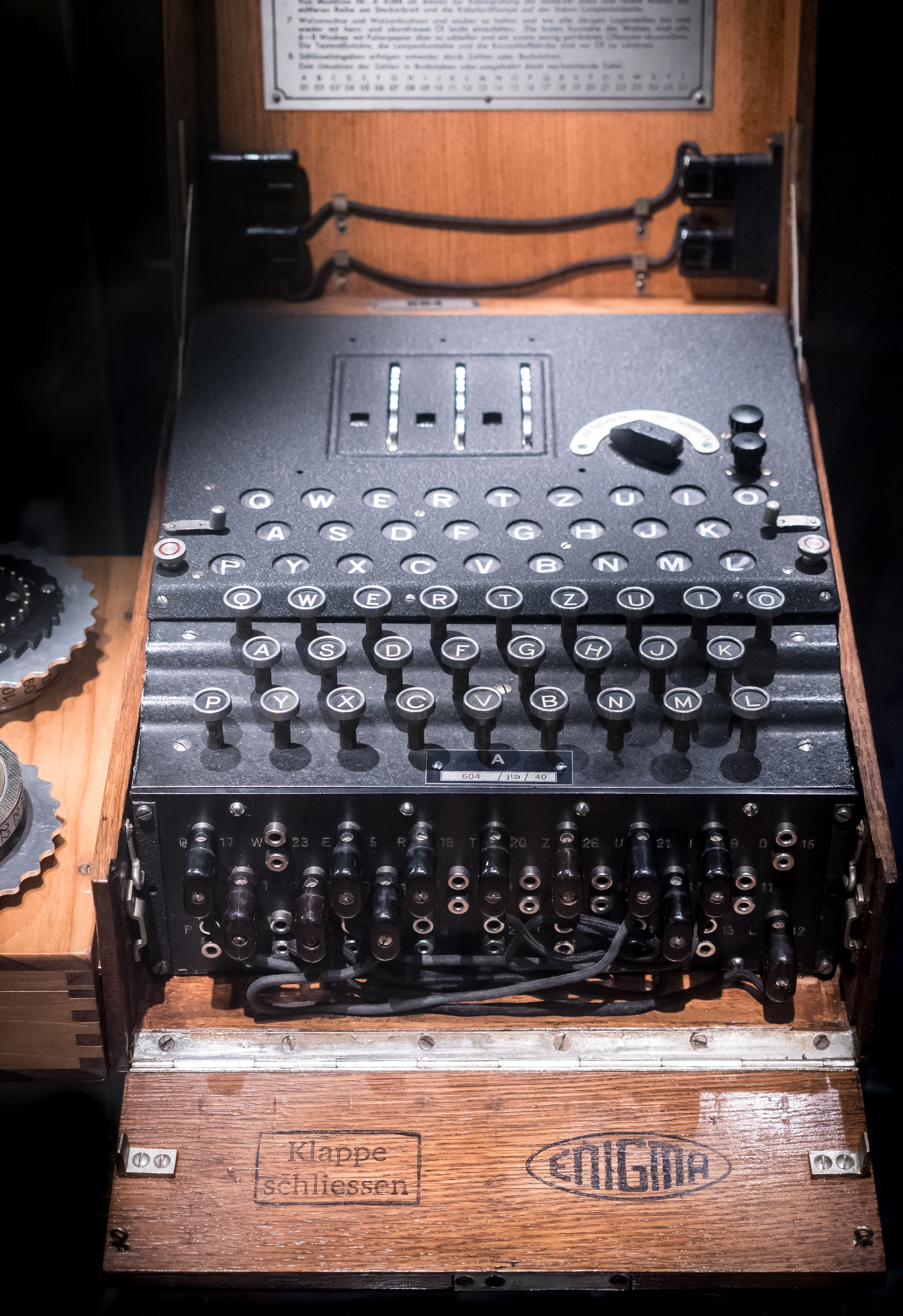
Bei der Enigma I ist die UKW fest eingebaut und von außen nicht mehr erreichbar. Dafür befindet sich nun ein „geheimes“ Steckerbrett an der Frontplatte.

Die Abmachung, die von Weigandt, Seifert und Fenner unterzeichnet wurde, beeinflusste die Gestaltung der Enigma I. Durch den festen Einbau der UKW (Punkt 2a) verwehrte man sich die Möglichkeit, diese leicht durch den Anwender austauschen zu können. Auch war sie nicht länger „setzbar“, das heißt durch manuelle Drehung auf einen der 26 Großbuchstaben des lateinischen Alphabets einstellbar. Dadurch wurde der Schlüsselraum, also die Anzahl der möglichen Einstellungen, für die gesamte Maschine reduziert.
Umgekehrt führte das „Schaltbrett“ (Punkt 2b), aus dem etwas später das Enigma-Steckerbrett entstand, zu einer Vergrößerung der kombinatorischen Komplexität der Maschine. Es stärkte also die Sicherheit der Verschlüsselung. Allerdings war diese Stärkung weitaus geringer als die Anzahl der Möglichkeiten, die durch es hinzukamen, vermuten lässt. Die Geheimhaltung (Punkt 4) ist ein übliches militärisches Mittel, steht jedoch im Widerspruch zu Kerckhoffs’ Prinzip, das besagt: Die Sicherheit eines Kryptosystems darf nicht von der Geheimhaltung des Algorithmus abhängen. Die Sicherheit gründet sich nur auf die Geheimhaltung des Schlüssels.
Claude Shannon formulierte viel später prägnant: „the enemy knows the system being used“ (deutsch „Der Feind kennt das benutzte System“). Wie die Praxis zeigt, gelingt es nicht, den Aufbau einer Schlüsselmaschine auf Dauer geheim zu halten. Sie ist daher unter der von Shannon formulierten Annahme möglichst sicher zu gestalten.
Dazu hätte tatsächlich eine UKW mit veränderlicher Verdrahtung (Punkt 5) wesentlich beitragen können. Dieser Vorschlag der ChiMaAG wurde jedoch vom RWM niemals aufgegriffen. Erst sehr viel später, im Jahr 1944, wurde die „stöpselbare“ Umkehrwalze D (UKWD) eingeführt, und damit dieser Vorschlag umgesetzt. Allerdings musste sie zur Änderung der Verdrahtung (im Jargon genannt: „Walzenschaltung“) ausgebaut werden. Das war umständlich und unbequem. Wohl deshalb wurde die UKWD nur selten benutzt und deren Schaltung auch nur etwa alle zehn Tage geändert. Im Jahr 1927 wäre es noch relativ leicht möglich gewesen, ein entsprechendes Steckbrett für die UKW außen an der zu modifizierenden Maschine konstruktiv vorzusehen. Damit wäre es dann möglich gewesen, die Walzenschaltung zu einem integralen Bestandteil des Tagesschlüssels zu machen.
In der Folge führte diese Abmachung, deren Nachteile wohl auch von den eher technisch orientierten Mitarbeitern der ChiMaAG erkannt wurden, zu einem Zerwürfnis innerhalb des Unternehmens. Bruno Weigandt schied aus dem Vorstand aus und am 8. März 1928 auch aus der Firma.
Sein weiteres Schicksal ist unbekannt.